# Szykoń
Szykoń (Pterostichus) – rodzaj owadów z rzędu chrząszczy. Podobnie jak inne biegaczowate są to owady drapieżne, ale potrafią pobierać także pokarm roślinny, co powoduje, że mogą powodować straty w uprawach roślinnych.
W Polsce występują m.in.:
- szykoń macer (Pterostichus macer)
- szykoń owłosiony (Pterostichus pilosus)
- szykoń metaliczny (Pterostichus metallicus)
- szykoń czarny (Pterostichus niger)